# Mistrzostwa Europy w Zapasach 1969
25. Mistrzostwa Europy w zapasach odbywały się w 1969 roku w Modenie (Włochy) w stylu klasycznym, a w stylu wolnym w Sofii (Bułgaria).

## Styl klasyczny

### Medaliści
| Konkurencja | Złoto             | Srebro            | Brąz              |
| ----------- | ----------------- | ----------------- | ----------------- |
| -48 kg      | Rolf Lacour       | Lorenzo Calafiore | Muzaffer Can      |
| -52 kg      | Boško Marinko     | Şefik Namlı       | Fritz Huber       |
| -57 kg      | Risto Björlin     | Karlo Čović       | Giuseppe Bognanni |
| -62 kg      | Metin Alakoç      | Werner Hettich    | Michele Toma      |
| -68 kg      | Sreten Damjanović | Vahap Pehlivan    | Matti Poikala     |
| -74 kg      | Eero Tapio        | Momir Kecman      | Jan Karlsson      |
| -82 kg      | Milan Nenadić     | Jan Kårström      | Matti Laakso      |
| -90 kg      | Josip Čorak       | Tore Hem          | Roland Andersson  |
| -100 kg     | Per Svensson      | Aimo Mäenpää      | Alfons Hecher     |
| +100 kg     | Ömer Topuz        | Arne Robertsson   | Giuseppe Marcucci |

### Tabela medalowa
| Lp. | Państwo    | Złoto | Srebro | Brąz |
| --- | ---------- | ----- | ------ | ---- |
| 1   | Jugosławia | 4     | 2      | 0    |
| 2   | Turcja     | 2     | 2      | 1    |
| 3   | Finlandia  | 2     | 1      | 1    |
| 4   | Szwecja    | 1     | 2      | 3    |
| 5   | RFN        | 1     | 1      | 2    |

## Styl wolny

### Medaliści
| Konkurencja | Złoto              | Srebro             | Brąz                |
| ----------- | ------------------ | ------------------ | ------------------- |
| -48 kg      | Roman Dmitrijew    | Ognjan Nikołow     | Sefer Baygın        |
| -52 kg      | Baju Baew          | Aminula Nasrulajew | Petre Ciarnău       |
| -57 kg      | Janczo Patrikow    | Pawel Maljan       | Mehmet Esenceli     |
| -62 kg      | Enju Todorow       | Petre Coman        | Zagaław Abdułbiekow |
| -68 kg      | Enju Wyłczew       | Nodar Chochaszwili | Josef Engel         |
| -74 kg      | Jurij Gusow        | Wolfgang Nitschke  | Adolf Seger         |
| -82 kg      | Jurij Szachmuradow | Károly Bajkó       | Iwan Iliew          |
| -90 kg      | Giennadij Strachow | Attila Balogh      | Roland Andersson    |
| -100 kg     | Wladimir Guljutkin | Wasił Todorow      | Peter Germer        |
| +100 kg     | Szota Lomidze      | Osman Duralijew    | Ömer Topuz          |

### Tabela medalowa
| Lp. | Państwo        | Złoto | Srebro | Brąz |
| --- | -------------- | ----- | ------ | ---- |
| 1   | ZSRR           | 6     | 3      | 1    |
| 2   | Bułgaria       | 4     | 3      | 1    |
| 3   | Rumunia        | 0     | 2      | 1    |
| 4   | NRD            | 0     | 1      | 1    |
| 5   | Węgry          | 0     | 1      | 0    |
|     |                |       |        |      |
| 7   | RFN            | 0     | 0      | 1    |
|     | Czechosłowacja | 0     | 0      | 1    |
|     | Szwecja        | 0     | 0      | 1    |